# Chiesa di San Domenico (Borgo Val di Taro)
La chiesa di San Domenico è un luogo di culto cattolico dalle forme gotiche e barocche situato in via Cesare Battisti 32-22 a Borgo Val di Taro, in provincia di Parma e diocesi di Piacenza-Bobbio; è sussidiaria della parrocchiale di Sant'Antonino di Borgo Val di Taro e fa parte del vicariato della Val Taro e Val Ceno.

## Storia
La chiesa con annesso convento dei domenicani fu innalzata in stile gotico a partire dal 1449 su iniziativa di Nicolasio Costerbosa, che ottenne l'autorizzazione da parte del papa Nicolò V; i lavori di costruzione si conclusero nel 1498.
Nel 1674 il luogo di culto fu ristrutturato in forme barocche, con il rivestimento e la decorazione della facciata, l'aggiunta di stucchi e fregi negli interni, la trasformazione delle colonne in pilastri e la costruzione del pulpito.
Nel 1769 il primo ministro ducale Guillaume du Tillot decretò l'allontanamento dei domenicani dal convento e la trasformazione della chiesa in oratorio; pochi anni dopo il duca Ferdinando di Borbone concesse ai domenicani di rientrare nella struttura, che dovettero tuttavia abbandonare definitivamente nel 1805, per effetto dei decreti napoleonici sulla soppressione degli ordini religiosi; il tempio fu incamerato dal Comune di Borgo Val di Taro.
Tra il 1939 e il 1942 furono avviati importanti lavori di ristrutturazione, volti a riportare alla luce l'originaria veste gotica; furono per questo eliminate le aggiunte e le decorazioni barocche degli interni.
Tra il 1978 e il 1979 il luogo di culto fu soggetto a un intervento di restauro e di consolidamento strutturale, in ottemperanza anche alle nuove norme liturgiche del Concilio Vaticano II.
Nel 1996 furono eseguiti gli ultimi lavori di ripristino del tetto del tempio.

## Descrizione

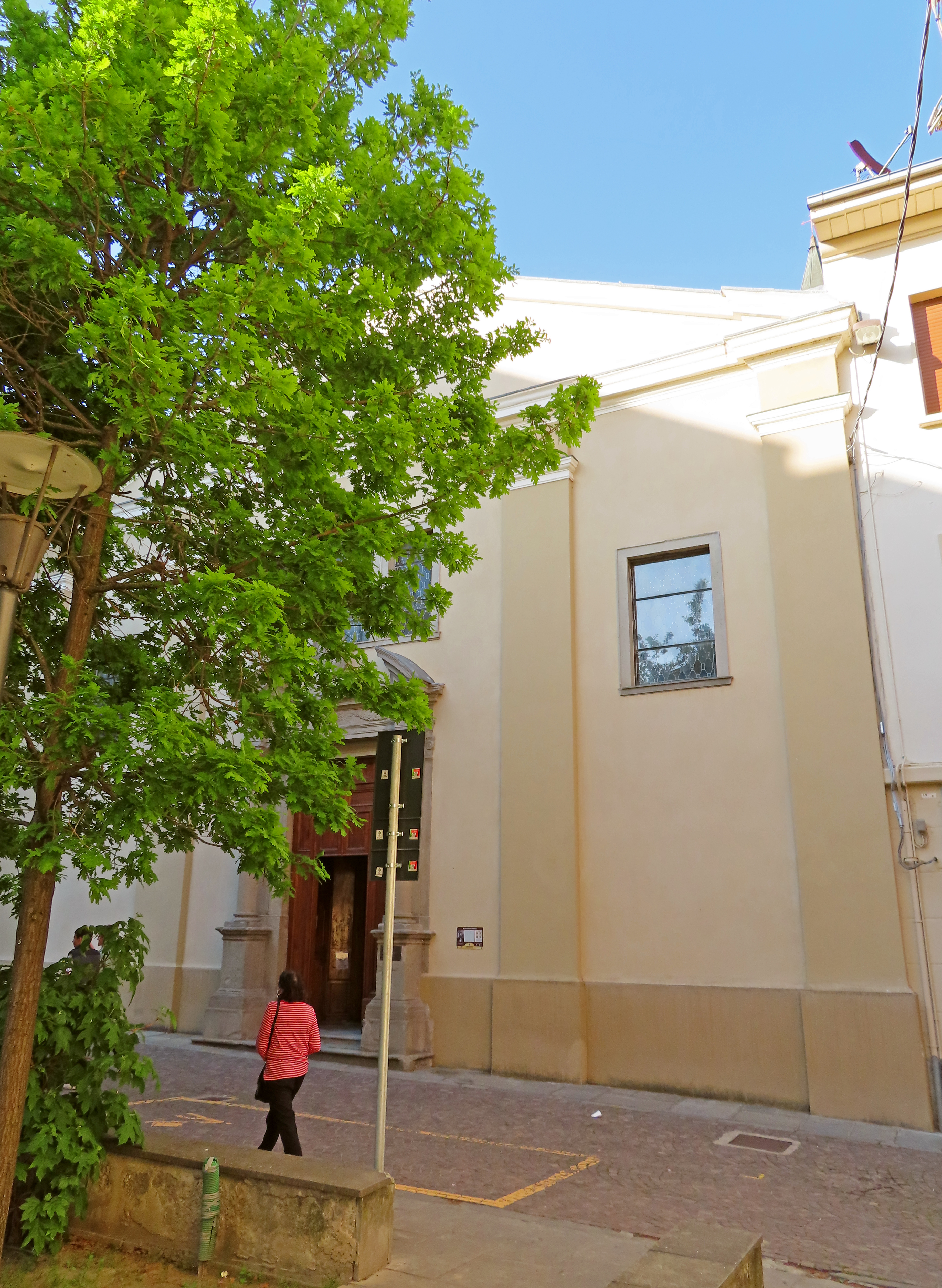
Facciata

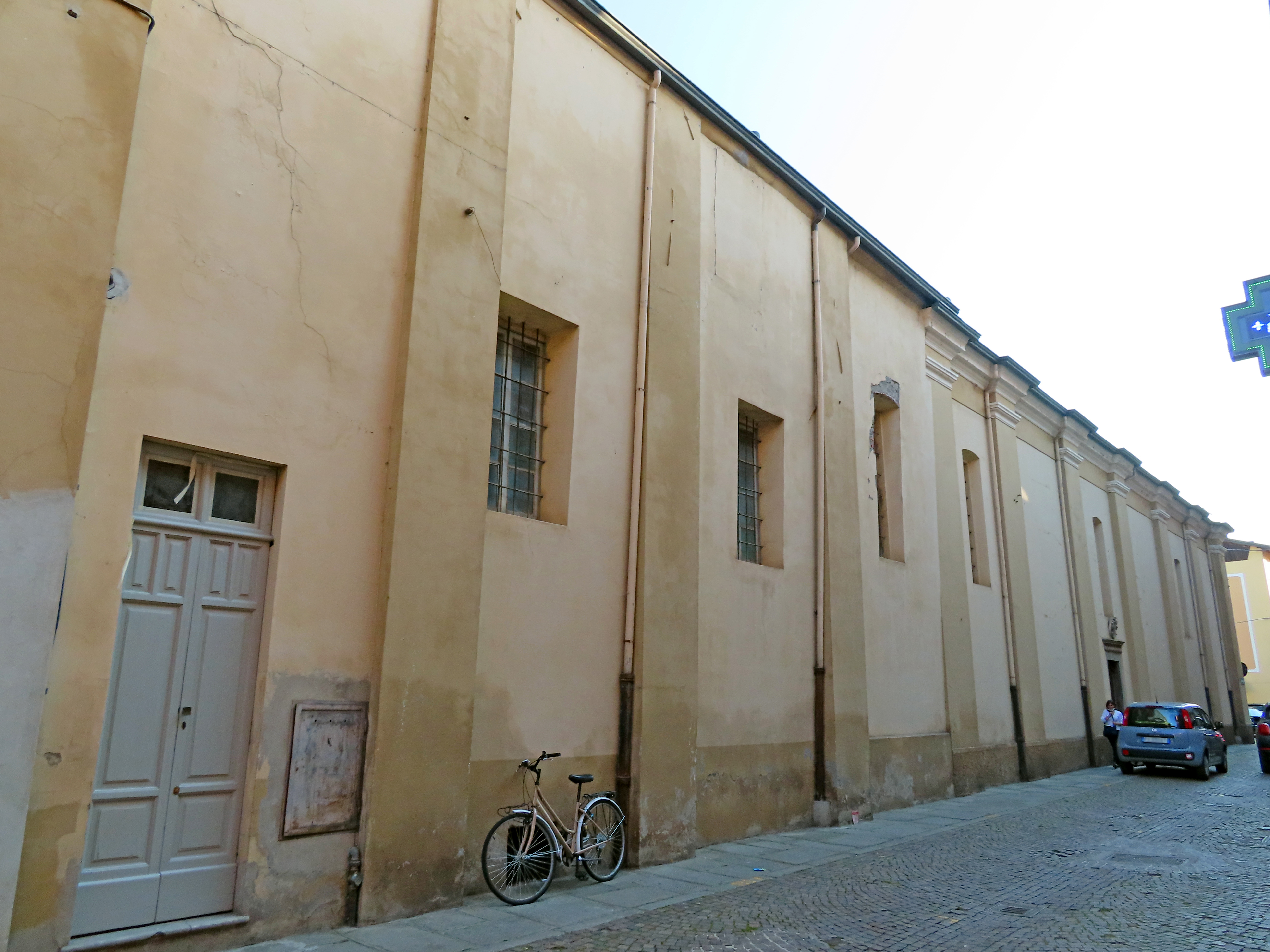
Lato nord-ovest

La chiesa si sviluppa su un impianto basilicale a tre navate di sei campate, con quattro cappelle, due ai fianchi della quinta campata e altrettante al termine delle navate laterali.
La simmetrica facciata, interamente intonacata, è suddivisa verticalmente in tre parti da lesene coronate da capitelli dorici; al centro è collocato l'ampio portale d'ingresso, affiancato da due alti basamenti su cui si ergono altrettante colonne in pietra con capitelli ionici a sostegno della trabeazione; sull'architrave decorato da fregio si eleva un frontone circolare spezzato, al cui centro si staglia un grande stemma dei domenicani datato 1674. Superiormente è posizionata una trifora, con apertura mediana ad arco a tutto sesto; ai lati sono collocate due grandi finestre delimitate da cornice. A coronamento si innalza un ampio frontone triangolare spezzato, che abbraccia l'intero prospetto.
Il lato sinistro su via Cesare Battisti è suddiviso verticalmente in sei parti da una serie di paraste coronate da capitelli dorici, a sostegno del cornicione di coronamento; in corrispondenza della quarta campata si apre il portale d'accesso secondario, delimitato da cornice in pietra e sormontato da un'alta monofora strombata. Accanto al presbiterio sul lato opposto, si innalza tra gli edifici adiacenti al campanile, decorato con lesene sugli spigoli e coronato, oltre la cella campanaria aperta sui quattro lati attraverso altrettante monofore ad arco a tutto sesto, da una guglia in rame a base ottagonale.
All'interno le navate, suddivise da una serie di arcate ogivali rette da massicce colonne in pietra con sottili capitelli ionici, sono coperte da volte a crociera intonacate.
Il presbiterio a pianta rettangolare, leggermente sopraelevato, ospita al centro il moderno altare maggiore in pietra; sulla parete di fondo si apre un grande finestrone centrale ad arco a tutto sesto. Ai lati sono appesi otto ovali raffiguranti i domenicani San Pietro Martire, San Giacinto, San Pio V, San Tomaso d'Aquino, Sant'Alberto Magno, San Vincenzo Ferreri, Sant'Antonino Vescovo e San Domenico, dipinti da almeno due autori ignoti di scuola tosco-emiliana della fine del XVII secolo.
La navata destra ospita un grande dipinto a olio raffigurante il Passaggio del mar Rosso, dipinto da un ignoto pittore genovese della fine del XVII secolo. Nella seconda campata è esposta la tela rappresentante San Vincenzo Ferreri e la peccatrice, dipinta da Clemente Ruta nel XVIII secolo.
Più avanti, la piccola cappella absidata dedicata a san Domenico ospita un altare barocco, con ancona monumentale in legno dorato, che si eleva su due colonne tortili con capitelli corinzi a sostegno dell'alto frontone circolare, decorato con sculture di putti; al centro, la ricchissima cornice ovale aurea, ornata con fregi e statue, accoglie la pala raffigurante San Domenico; la semicupola di copertura è decorata con l'affresco rappresentante San Domenico in gloria, dipinto da Antonio Vizzani nel 1715.
La cappella al termine della navata, dedicata alla Madonna col Bambino, accoglie un grande olio raffigurante San Tomaso d'Aquino, dipinto da Ignazio Stern nel XVIII secolo, e la copia della settecentesca statua lignea dorata della Madonna col Bambino, trafugata intorno al 1970.
La navata sinistra ospita nella prima campata il grande dipinto raffigurante la Strage degli Innocenti, gemello di quello collocato nella parete opposta.
Più avanti, l'ingresso laterale è affiancato da un'acquasantiera rinascimentale in marmo bianco, che reca incisa l'iscrizione "Joannes Apollinaris Dominicanus MDLXII die II".
La piccola cappella absidata dedicata alla Madonna del Rosario ospita un altare con ancona barocca; la semicupola di copertura è decorata con l'affresco raffigurante la Madonna in gloria, dipinto da Antonio Vizzani nel 1715.
La cappella al termine della navata, dedicata al Santissimo Rosario, accoglie un grande affresco staccato raffigurante la Madonna col Bambino, risalente al XVI secolo, e una pietra tombale marmorea scolpita nel 1623, appartenente alla Congregazione del Santissimo Rosario.